# Stylogyne hayesii
Stylogyne hayesii är en viveväxtart som beskrevs av Carl Christian Mez. Stylogyne hayesii ingår i släktet Stylogyne och familjen viveväxter. Inga underarter finns listade i Catalogue of Life.